# Антипин, Вениамин Георгиевич
Вениамин Георгиевич Антипин (26 октября 1906, Благовещение, Новгородская губерния — 26 января 1988, Ленинград) — советский учёный, доктор технических наук, профессор.
Автор около 300 научных работ, в том числе в соавторстве, а также ряда патентов.

## Биография
Родился 26 октября 1906 года в селе Благовещение Волокославинской волости Кирилловского уезда. В семье родилось двенадцать детей, из которых только семеро достигли взрослого возраста.
В 1924 году окончил Кирилловскую школу-семилетку и уехал учиться в Ленинградский техникум индустриального земледелия. По окончании техникума, в 1928 году поступил на работу научным сотрудником 11-го разряда в отдел машин государственного сельскохозяйственного музея, одновременно начав учиться в спецгруппе Ленинградского сельскохозяйственного института на факультете механизации сельского хозяйства. Летом 1930 года Вениамина Антипина перевели на должность лаборанта отдела машиноиспользования Всесоюзного института механизации сельского хозяйства (ныне Федеральный научный агроинженерный центр ВИМ). В 1932 году он окончил Ленинградский сельскохозяйственный институт (ныне Санкт-Петербургский государственный аграрный университет) и был назначен младшим научным сотрудником отдела уборочных машин Института механизации. Принимал участие в разработке и создании комбайнов марок СКАГ-1 и СКАГ-2. С 1933 года находился в служебной командировке в Средней Азии, где руководил испытаниями северных комбайнов на уборке зерновых в тёплом климате.
В 1934 году В. Г. Антпин вернулся в Ленинград и назначен ведущим инженером-конструктором, а затем заместителем руководителя лаборатории уборки зерна. В феврале 1938 года был назначен начальником лаборатории механизации уборки зерновых. Работал в институте и после начала Великой Отечественной войны, участвовал в обороне Ленинграда. В августе 1942 года из-за тяжёлого состояния здоровья был эвакуирован в Челябинскую область, где работал инженером в колхозе. Там же в 1943 году был призван в Красную армию, служил при штабе в Уральском военном округе до октября 1946 года.
Окончил войну в звании инженера-капитана. В 1946 году вернулся в Ленинград и работал преподавателем Ленинградского сельскохозяйственного института. В январе 1947 года был назначен в открывшееся Ленинградское отделение всесоюзного научно-исследовательского института механизации руководителем лаборатории механизации уборки зерновых культур. В этой должности проработал следующие почти двадцать лет. В 1949 году В. Г. Антипин защитил кандидатскую диссертацию, а в 1963 году — докторскую на тему «Научные основы разработки системы и конструкции зерноуборочных машин для Северо-Западной зоны СССР».
В 1966 году Вениамин Георгиевич был назначен заместителем директора института по научной работе. А 1973 году он перешёл на должность старшего научного сотрудника, а в 1975 году был избран ученым секретарём института, в должности которого находился вплоть до конца жизни. Под его руководством подготовлены 28 докторов и кандидатов наук.
Умер 26 января 1988 года в Ленинграде. Был похоронен на Казанском кладбище в городе Пушкин.
В. Г. Антипин был награждён орденами Ленина, Трудового Красного Знамени и «Знак Почета», а также медалями. В 1977 году ему было присвоено почетное звание «Заслуженный деятель науки и техники РСФСР».
В архиве Кирилло-Белозерского музея-заповедника сохранились ученические тетради В. Г. Антипина. В Санкт-Петербурге ему установлена памятная доска.

## Комментарии
1. ↑  Село Благовещение[3] ныне — Волокославинское[4] в Кирилловском районе Вологодской области.